# Chetogaster argentifera
Chetogaster argentifera är en tvåvingeart som beskrevs av Malloch 1936. Chetogaster argentifera ingår i släktet Chetogaster och familjen parasitflugor. Inga underarter finns listade i Catalogue of Life.